# Méguet
Méguet est une commune rurale et le chef-lieu du département de Méguet situé dans la province du Ganzourgou de la région du Plateau-Central au Burkina Faso.

## Géographie
Méguet est situé à environ 25 km au nord du centre de Zorgho, le chef-lieu de la province. La ville est traversée par le route régionale 7 reliant Zorgho à Kaya.

## Administration
La commune est jumelée avec Seclin en France depuis 1994, les liens ayant débuté dès 1984. Méguet est également jumelée avec Douchy-les-Mines.

## Économie

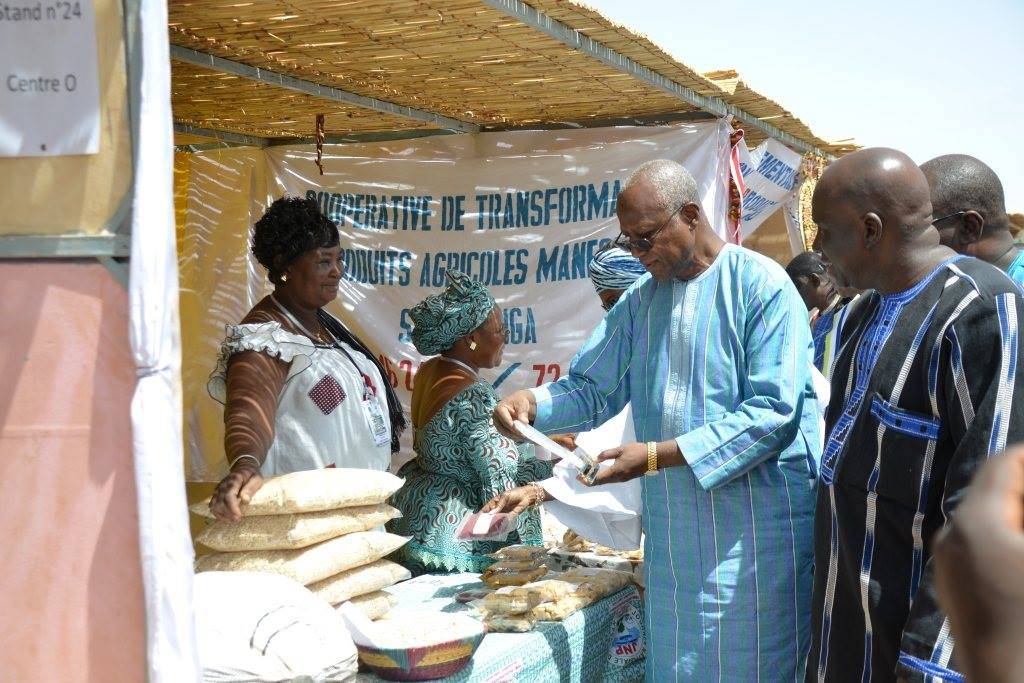
Le premier ministre Christophe Dabiré visitant le marché de Méguet en 2019.

Chef-lieu du département, Méguet possède l'un des plus importants marchés du secteur, permettant le commerce des produits agricoles locaux.

## Santé et éducation
Méguet accueille un centre de santé et de promotion sociale (CSPS) tandis que le centre médical avec antenne chirurgicale (CMA) se trouve à Zorgho.

## Culture et patrimoine
La ville accueille l'église Saint-Léon, siège de la paroisse de Méguet.

## Personnalités liées à Méguet
- Marie Korsaga, astrophysicienne (née en 1984)